# Bochmühle
Bochmühle ist ein Ortsteil von Vilkerath in der Stadt Overath im Rheinisch-Bergischen Kreis in Nordrhein-Westfalen, Deutschland.

## Lage und Beschreibung
Der Weiler befindet sich am Oberlauf eines Siefens kurz vor der Mündung in den Schlingenbach. Naturräumlich betrachtet gehört die Gegend zum schützenswerten Overather Aggertal in dessen Feuchtgebieten seltene Tiere und Pflanzen leben. Bochmühle ist am besten über die Kreisstraße 37 zu erreichen. Nahe Ortschaften sind Untermiebach und Breidenassel.

## Geschichte
Die Topographia Ducatus Montani des Erich Philipp Ploennies, Blatt Amt Steinbach, belegt, dass der Wohnplatz bereits 1715 eine Hofstelle besaß, die als Bugmühl beschriftet ist. Carl Friedrich von Wiebeking benennt die Hofschaft auf seiner Charte des Herzogthums Berg 1789 als Bugmühl. Aus ihr geht hervor, dass der Ort zu dieser Zeit Teil der Honschaft Miebach im Kirchspiel Overath war.
Der Ort ist auf der Topographischen Aufnahme der Rheinlande von 1817 als Buchmühl verzeichnet. Die Preußische Uraufnahme von 1845 zeigt den Wohnplatz unter dem Namen Bachmühlenhof. In der Preußischen Neuaufnahme von 1892 ist der Ort als Buchmühle verzeichnet. Danach wird der Ort auf Messtischblättern regelmäßig als Bochmühle bezeichnet.
1822 lebten neun Menschen im als Pachtgut kategorisierten und Bochmühle bezeichneten Ort, der nach dem Zusammenbruch der napoleonischen Administration und deren Ablösung zur Bürgermeisterei Overath im Kreis Mülheim am Rhein gehörte. Für das Jahr 1830 werden für den als Bochmühle bezeichneten Ort elf Einwohner angegeben. Der 1845 laut der Uebersicht des Regierungs-Bezirks Cöln als Bochmühle bezeichnete und als Pachtgut kategorisierte Ort besaß zu dieser Zeit ein Wohngebäude mit sechs Einwohnern, alle katholischen Bekenntnisses. Die Gemeinde- und Gutbezirksstatistik der Rheinprovinz führt Buchmühle 1871 mit einem Wohnhaus und 12 Einwohnern auf. Im Gemeindelexikon für die Provinz Rheinland von 1888 werden für Buchmühle ein Wohnhaus mit neun Einwohnern angegeben. 1895 besitzt der Ort ein Wohnhaus mit sieben Einwohnern, 1905 werden für Bochmühle ein Wohnhaus und sechs Einwohner angegeben.

### Die Bochmühle
Die namensgebende Wassermühle stand an der Agger oder an dem Schlingenbach. Von der Mühlenanlage ist heute aber nichts erhalten und der genaue Standort daher unklar. Hier stand vor dem 19. Jahrhundert eine Pochmühle – eine Knochenmühle –, in der Tierknochen zu Knochenmehl verarbeitet wurden, welches als Dünger Verwendung fand. Es ist möglich, aber ungesichert, dass die Mühle bereits im 13. Jahrhundert als busmulen urkundlich Erwähnung fand.

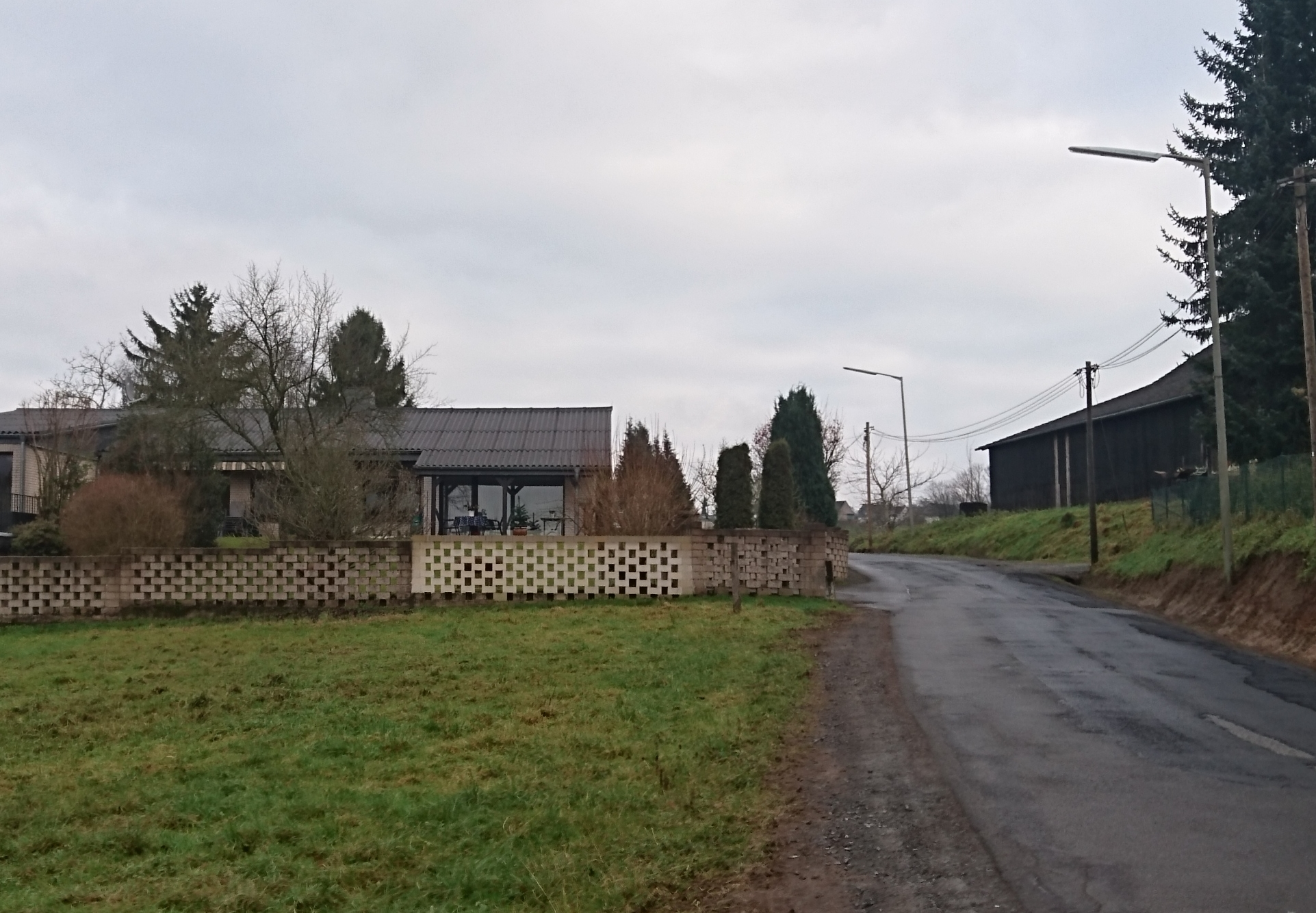
Einfahrt von Breidenassel
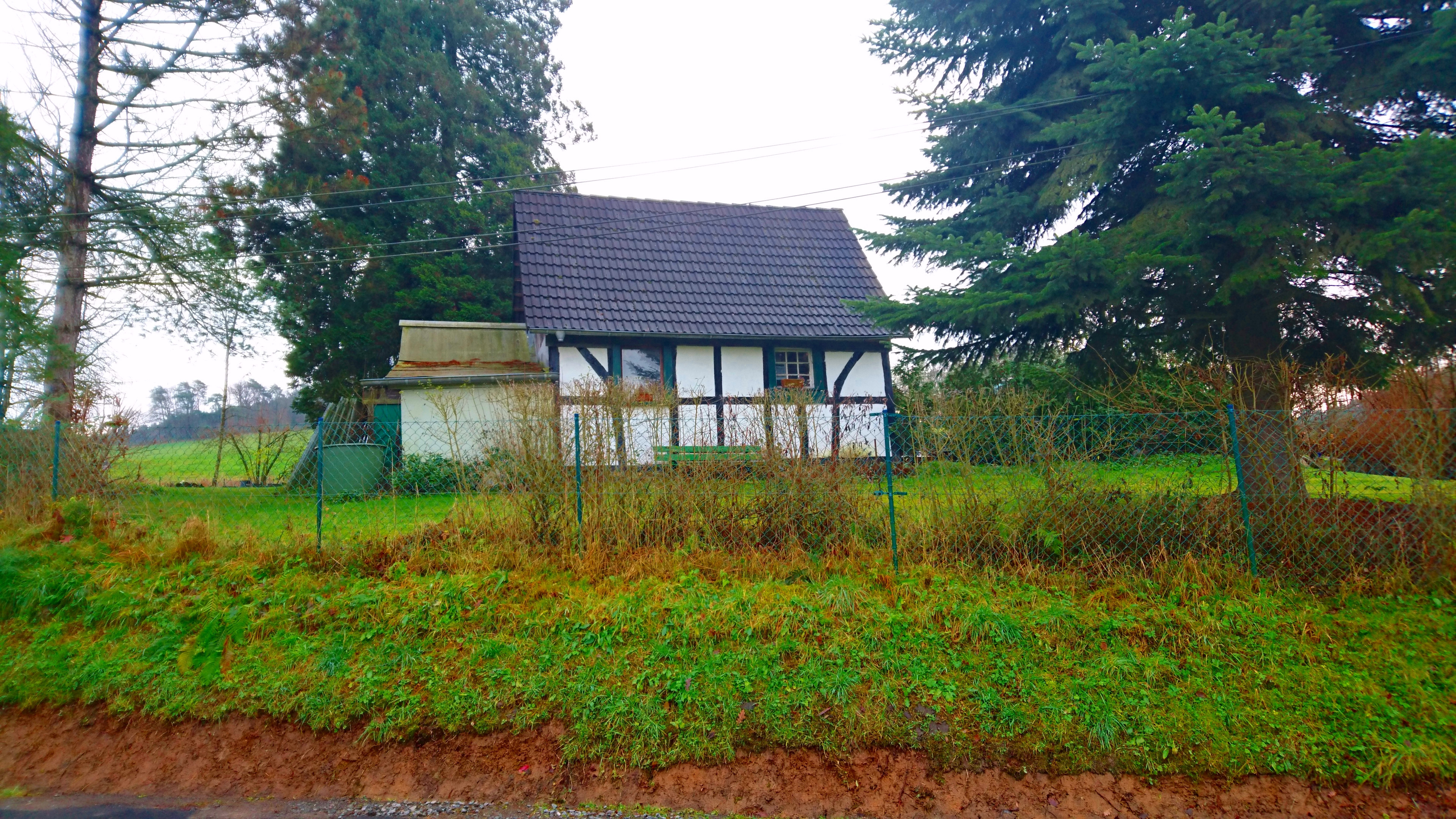
Bergisches Fachwerk
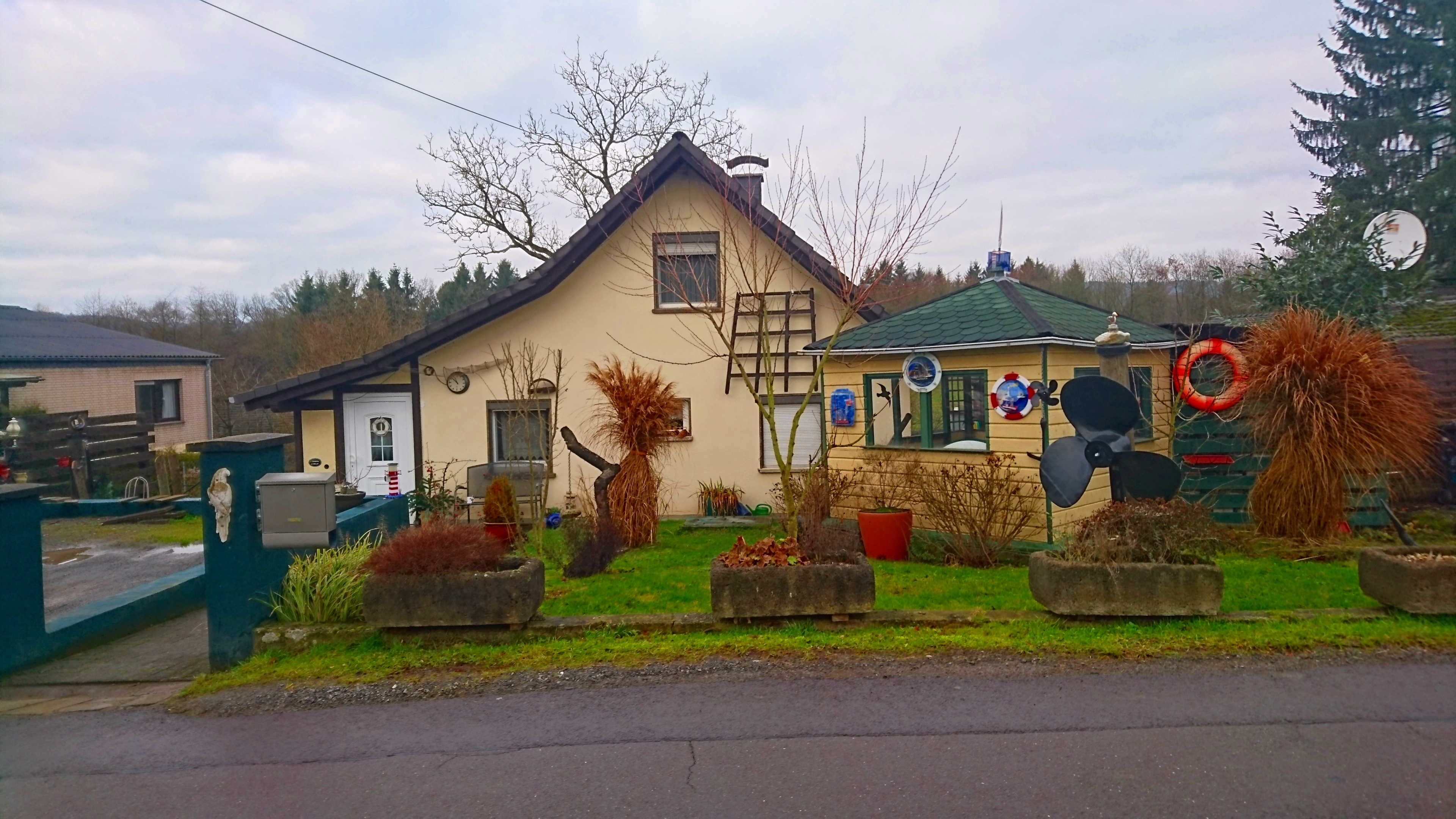
Maritim dekoriert